# CD Motagua
Club Deportivo Motagua is een Hondurese voetbalclub uit de hoofdstad Tegucigalpa. De club speelt al sinds de oprichting van de Hondurese profcompetitie in 1965 in de hoogste klasse.

## Erelijst
- Copa Interclubes UNCAF

2007
- Landskampioen

1968, 1970, 1973, 1978, 1992, 1998(A), 1998(C), 1999(A), 1999(C), 2001(A), 2007 (A), 2010, 2014
- Beker van Honduras

Winnaar: 1998
Finalist: 1994, 1996, 2000
- Supercup

Winnaar: 1999

## Bekende (oud-)spelers
- Noel Valladares
- Emilio Izaguirre
- Rubilio Castillo